# Nantelme (évêque de Genève)
Pour les articles homonymes, voir Nantelme.
Ne doit pas être confondu avec Nantelme (abbé de Saint-Maurice).
Nantelme ou Nanthelme  est un moine catholique de la fin du XIIe siècle et du début XIIIe siècle, fait Prince-évêque de Genève (1185-1205).

## Biographie
Nantelme (parfois Nantelin, Nantelinus) est qualifié de « frère ». Samuel Guichenon indique qu'il aurait été chartreux et prieur de Vallon, en frontière du Chablais et du Faucigny,. L'auteur du XVIIe siècle est cependant remis en cause. Des historiens suisses observent que d'après un diplôme de l'empereur Frédéric Barberousse, il a plutôt été prieur de la chartreuse de Meyriat. La note 386 du Régeste genevois le donne comme nouveau prieur, en 1070, de la chartreuse de Saint-Hugon, en Maurienne,.
On le trouve en 1181 prévôt du chapitre de Saint-Pierre de Genève,.
Il est régulièrement auprès de la cour de l'Empereur et il sait profiter de la politique religieuse de ce dernier, notamment contre le comte de Genève. Le conflit qui oppose les comtes de Genève depuis le début du siècle se poursuit. Le comte Guillaume Ier de Genève reprend les droits qu'il estime avoir droit contre l'avis de l'évêque. Malgré l'excommunication du comte par son prédécesseur, l'évêque Arducius de Faucigny, le conflit perdure et nécessite l'intervention du pape, puis de l'empereur empereur, Frédéric Barberousse, qui met au ban de l'Empire le comte de Genève en 1186,,. Le comte doit également, en vertu de la sentence impériale de 1162,, verser une somme à l'évêque de Genève,,.
Le catalogue épiscopal indique la fin de son épiscopat au cours de l'année 1205,, en raison de sa démission,.
Sa date de mort n'est pas connue, mais l'ancien catalogue dit de la liste de la Bible de Saint-Pierre, publié par Bonivard (XVIe siècle), indique l'année 1207.

### Régeste genevois
1. ↑  Régeste genevois, 1866, p. 118 (lire en ligne).
2. 1 2  Régeste genevois, 1866, p. 119 (lire en ligne).
3. ↑  Régeste genevois, p. 107.
4. 1 2  Acte du 1er mars 1186 (REG 0/0/1/437) et du 2 mars 1186 (REG 0/0/1/438).
5. ↑  Actes du 7 septembre 1162 (REG 0/0/1/367).

### Autres références
1. ↑  Diocèse, 1985, p. 40 (lire en ligne).
2. ↑  Chronique bibliographique, t. XVII, Société d'histoire et d'archéologie de Genève, 1980, 344 p. (lire en ligne), p. 75.
3. ↑  Eugène Burnier, La Chartreuse de Saint-Hugon en Savoie, Chambéry, impr. de F. Puthod, 1869, 567 p. (lire en ligne), p. 15.
4. ↑  Marie Rannaud, La Chartreuse de Pomier : diocèse d'Annecy (Haute-Savoie) 1170-1793, J. Abry, 1909, 344 p., p. 38.
5. 1 2 3 4  Pierre Duparc, Le comté de Genève, (IXe – XVe siècles), t. XXXIX, Genève, Société d’histoire et d’archéologie de Genève, coll. « Mémoires et documents » (réimpr. 1978) (1re éd. 1955), 621 p. (lire en ligne), p. 137-138.
6. 1 2 3  Réjane Brondy, Bernard Demotz, Jean-Pierre Leguay, Histoire de Savoie : La Savoie de l'an mil à la Réforme, XIe-début XVIe siècle, Ouest France Université, 1984, 626 p. (ISBN 2-85882-536-X), p. 34.
7. ↑  Matthieu de La Corbière, Martine Piguet, Catherine Santschi, Terres et châteaux des évêques de Genève. Les mandements de Jussy, Peney et Thiez des origines au début du XVIIe siècle, Annecy/Genève, Académie salésienne - Archives d'État, 2001, 465 p. (lire en ligne), p. 49.
8. ↑  Diocèse, 1985, p. 303 (lire en ligne).
9. ↑  Catherine Santschi, « Genève (diocèse, évêché) » dans le Dictionnaire historique de la Suisse en ligne.
10. ↑  Diocèse, 1985, p. 43 (lire en ligne).
11. ↑  Claire Martinet, « Bernard Chabert » dans le Dictionnaire historique de la Suisse en ligne, version du 5 septembre 2003.
12. ↑  François Bonivard, Chronique de Genève. Des origines à 1504 (Tome 1), Genève, 1542-1551 (lire en ligne), p. 69, publié par Gustave Revilliod, Genève, 1867.